# Klaus Nüske
Klaus Nüske (* 16. August 1937 in Berlin; † 28. November 2020) war ein deutscher Leichtathlet, der im Zehnkampf aktiv war und sich später auf den Hürdenlauf konzentrierte.

## Karriere
Klaus Nüske startete für den ASV Berlin. Bei den Deutschen Meisterschaften 1959 und 1960 belegte er den zweiten Platz im Zehnkampf. Bei den Deutschen Meisterschaften 1962 in Hamburg gewann Nüske den 110-Meter-Hürdenlauf. In der Halle wurden bei den Deutschen Meisterschaften in den frühen 1960er Jahren unterschiedliche Distanzen ausgetragen, je nach Hallengröße. Bei den Hallenmeisterschaften 1961 und 1963 gewann Nüske den Titel über 60 Meter Hürden, 1962 in Dortmund siegte er über 55 Meter Hürden.
Von 1959 bis 1963 startete Klaus Nüske bei 13 Meisterschaften und Länderkämpfen im Nationaltrikot. Bei den Europameisterschaften 1962 in Belgrad traten für die Gesamtdeutsche Mannschaft Klaus Nüske aus West-Berlin, Hans-Werner Regenbrecht aus Ost-Berlin und Herbert Stürmer aus Nürnberg über 110 Meter Hürden an. Nüske erreichte als einziger Deutscher den Zwischenlauf und schied dort aus.
Nach seiner Karriere blieb Klaus Nüske dem Landesverband Berlin im DLV als Ehrenamtler verbunden und wurde später Vorsitzender. Außerdem war er beim ASV Berlin und beim Tennisverein Grün-Gold in Vorstandsämtern tätig.